# 47 Аглая
47 Агла́я — астероїд головного поясу, відкритий 15 вересня 1857 року.
Тіссеранів параметр щодо Юпітера — 3,276.